# Indiana Pacers 2011-2012
La stagione 2011-12 degli Indiana Pacers fu la 36ª nella NBA per la franchigia.
Gli Indiana Pacers arrivarono secondi nella Central Division della Eastern Conference con un record di 42-24. Nei play-off vinsero il primo turno con gli Orlando Magic (4-1), perdendo poi la semifinale di conference con i Miami Heat (4-2).

## Roster
| N° | Naz.                   | Ruolo | Sportivo         | Anno | Alt. | Peso |
| -- | ---------------------- | ----- | ---------------- | ---- | ---- | ---- |
| 1  | Stati Uniti (bandiera) | G     | Dahntay Jones    | 1980 | 198  | 95   |
| 2  | Stati Uniti (bandiera) | G     | Darren Collison  | 1987 | 183  | 73   |
| 5  | Stati Uniti (bandiera) | G     | George Hill      | 1986 | 188  | 82   |
| 6  | Stati Uniti (bandiera) | G     | Lance Stephenson | 1990 | 196  | 95   |
| 10 | Stati Uniti (bandiera) | AC    | Jeff Foster      | 1977 | 211  | 107  |
| 12 | Stati Uniti (bandiera) | G     | A.J. Price       | 1986 | 188  | 82   |
| 17 | Stati Uniti (bandiera) | A     | Lou Amundson     | 1982 | 206  | 102  |
| 21 | Stati Uniti (bandiera) | A     | David West       | 1980 | 206  | 109  |
| 24 | Stati Uniti (bandiera) | A     | Paul George      | 1990 | 203  | 95   |
| 28 | Brasile (bandiera)     | G     | Leandro Barbosa  | 1982 | 191  | 80   |
| 29 | Stati Uniti (bandiera) | A     | Jeff Pendergraph | 1987 | 206  | 109  |
| 33 | Stati Uniti (bandiera) | A     | Danny Granger    | 1983 | 203  | 102  |
| 44 | Ucraina (bandiera)     | C     | Kyrylo Fesenko   | 1986 | 216  | 131  |
| 50 | Stati Uniti (bandiera) | A     | Tyler Hansbrough | 1985 | 206  | 113  |
| 55 | Stati Uniti (bandiera) | C     | Roy Hibbert      | 1986 | 218  | 126  |

## Staff tecnico
- Allenatore: Frank Vogel
- Vice-allenatori: Brian Shaw, Dan Burke, Jim Boylen
- Preparatore fisico: Shawn Windle
- Preparatore atletico: Josh Corbeil
- Assistente preparatore: Carl Eaton